# SKY HIGH (TUBEの曲)
「SKY HIGH」（スカイ・ハイ）は、TUBEの通算45作目のシングル。

## 概要
- デビュー20年目の第1弾シングル。デビューシングル「ベストセラー・サマー」と同じ6月1日に発売された。
- カップリング曲「Seaside Vibration」は、TUBEでは初となる着うた配信の楽曲である。以降ほかの楽曲も配信されることになる。
- 「Seaside Vibration（全国海めぐり Version）」は全国のラジオ局などのメディアとのコラボレーションによって制作された。
- 2001年（平成13年）の「燃える煙るモナムール」以来のオリコンチャートTOP10落ち。次作の「Ding! Dong! Dang!」でもTOP10入りすることができなかったため、シングルトップ10連続獲得年数記録はこの年で途切れた。
- プロモーションビデオが制作されているが、この年発売になったPV集「TUBE Clips + Fan's Choice」には未収録となった。

## 収録曲
| 全作曲: 春畑道哉、全編曲: TUBE。 |                                              |                          |            |      |
| #                                | タイトル                                     | 作詞                     | 作曲・編曲 | 時間 |
| 1.                               | 「SKY HIGH」                                 | 前田亘輝                 | 春畑道哉   | 3:52 |
| 2.                               | 「Seaside Vibration」                        | 前田亘輝、RIP TRAP       | 春畑道哉   | 5:16 |
| 3.                               | 「Seaside Vibration (全国海めぐり Version)」 | 前田亘輝、海を愛するDJ達 | 春畑道哉   | 6:06 |
| 4.                               | 「SKY HIGH (Instrumental)」                  |                          | 春畑道哉   | 3:50 |
| 合計時間:                        | 合計時間:                                    | 合計時間:                | 19:04      |      |

## 収録アルバム
- TUBE (#1,2、#2は世界をつなげる扉ver.)
- 35年で35曲 “汗と涙” ～涙は心の汗だから～（#1、リミックス）
- All Singles TUBEst -White- (#1)

## タイアップ
SKY HIGH
- 競艇CMソング

Seaside Vibration
- TUBE LIVE AROUND “Seaside Vibration” ツアーテーマソング